# 永正
永正是日本的年號之一。在文龜之後，大永之前。指1504年到1521年的期間。這個時代的天皇是後柏原天皇。室町幕府的將軍是足利義澄、足利義稙。

## 改元
- 文龜4年二月三十（陽曆1504年3月16日） 因遇到甲子革令而改元
- 永正18年八月廿三（陽曆1521年9月23日） 改元為大永

## 出典
出自『周易緯』的「永正其道、咸受吉化」。

## 永正年間要事
- 2年（1505年） - 野田城 (三河國)築城。
- 8年8月24日（1511年） - 船岡山之戰。害怕細川政賢進攻京都而逃到丹波的前將軍・足利義稙靠著大内義興等人的援助，擊破在山城國船岡山布陣的政賢而入京。
- 9年（1512年） - 玉繩城築城。

### 出生
- 4年11月15日（1507年） - 大内義隆、大名（天文20年逝世）
- 5年（1508年） - 上泉信綱、兵法家（天正5年逝世）
- 7年（1510年） - 織田信秀、武將・織田信長之父（天文20年逝世）
- 7年（1510年） - 松永久秀、武將（天正5年逝世）
- 8年3月5日（1511年4月2日） - 足利義晴、室町幕府12代將軍（天文19年逝世）
- 8年（1511年） - 松平清康、武將（天文4年逝世）
- 10年（1513年） - 大政所、豐臣秀吉・豐臣秀長之母（文祿元年逝世）
- 11年（1514年） - 島津貴久、戰國大名（元龜2年逝世）
- 12年（1515年） - 北條氏康、武將（元龜2年逝世）
- 14年5月29日（1517年） - 正親町天皇、106代天皇（文祿2年逝世）
- 16年（1519年） - 伊達晴宗、伊達氏第十五代當主（天正5年逝世）

### 逝世
- 3年8月8日（1506年） - 雪舟、畫僧（應永27年出生）
- 4年6月23日（1507年8月1日） - 細川政元、室町幕府管領（文正元年出生）
- 4年8月1日（1507年9月7日） - 細川澄之、細川政元之養子（延德元年出生）
- 5年11月16日（1508年） - 斯波義敏、管領（永享7年出生）
- 8年2月19日（1511年3月18日） - 吉田兼俱、神道家・吉田神道創始（永享7年出生）
- 8年8月14日（1511年9月6日） - 足利義澄、室町幕府11代將軍（文明12年出生）
- 16年8月15日（1519年9月8日） - 北條早雲、武將（永享4年出生）
- 17年6月10日（1520年6月24日） - 細川澄元、武將（延德元年出生）

## 西元對照表
| 永正 | 元年   | 2年    | 3年    | 4年    | 5年    | 6年    | 7年    | 8年    | 9年    | 10年   |
| ---- | ------ | ------ | ------ | ------ | ------ | ------ | ------ | ------ | ------ | ------ |
| 西曆 | 1504年 | 1505年 | 1506年 | 1507年 | 1508年 | 1509年 | 1510年 | 1511年 | 1512年 | 1513年 |
| 干支 | 甲子   | 乙丑   | 丙寅   | 丁卯   | 戊辰   | 己巳   | 庚午   | 辛未   | 壬申   | 癸酉   |
| 永正 | 11年   | 12年   | 13年   | 14年   | 15年   | 16年   | 17年   | 18年   |        |        |
| 西曆 | 1514年 | 1515年 | 1516年 | 1517年 | 1518年 | 1519年 | 1520年 | 1521年 |        |        |
| 干支 | 甲戌   | 乙亥   | 丙子   | 丁丑   | 戊寅   | 己卯   | 庚辰   | 辛巳   |        |        |

## 相關項目
| 前一年號： 文龜 | 日本年號 | 下一年號： 大永 |